# Oropus striatus
Oropus striatus är en skalbaggsart som först beskrevs av Leconte 1874.  Oropus striatus ingår i släktet Oropus och familjen kortvingar. Inga underarter finns listade i Catalogue of Life.